# Новофёдоровка (Луганская область)
Новофёдоровка (укр. Новофедорівка) — село в Лутугинском районе Луганской области Украины. Под контролем самопровозглашённой Луганской Народной Республики. Входит в Волнухинский сельский совет.

## География
Село расположено на реке под названием Луганчик. Ближайшие населённые пункты: сёла Волнухино (примыкает), Шёлковая Протока и Ореховка (все три выше по течению Луганчика) на юго-западе, посёлки Лесное на западе, Успенка и город Лутугино на северо-западе, посёлок Георгиевка на севере, сёла Глафировка и Переможное на северо-востоке, Петро-Николаевка, Верхняя Ореховка, Пятигоровка (все три ниже по течению Луганчика), а также Карла Либкнехта, на востоке, Каменка на юго-востоке, Македоновка на юге.

## Население
Население по переписи 2001 года составляло 231 человек.

## Общие сведения
Почтовый индекс — 92031. Телефонный код — 6436. Занимает площадь 0,059 км².

## Местный совет
92031, Луганская обл., Лутугинский р-н, с. Новофёдоровка, ул. Советская, 23; тел. 99-2-60